# N-121-A
La carretera Pamplona - Behovia (Iruña - Behobia errepidea) en su tramo navarro o carretera Pamplona - Irún (Iruña - Irun errepidea) en su tramo guipuzcoano es una vía rápida que conecta Pamplona con Francia, a través de los pasos fronterizos de Dancharinea y Behovia. Es el principal eje de comunicación del norte de la comunidad foral, así como una alternativa a las autopistas de peaje para recorridos entre Madrid y Europa Occidental, así como la principal vía de comunicación entre Labort y Navarra.
Su construcción data de bien antiguo, pero la conversión en vía rápida es reciente, de la década de los 2000. Para ello, se construyeron numerosos viaductos y túneles, entre los que destaca el túnel de Belate, el séptimo más largo de la península ibérica.
Dado el alto índice de camiones que transitan por ella a diario, lo cual la convierten en uno de los puntos negros de la red de Carreteras de Navarra con una media de 3-4 fallecidos al año, el Gobierno ha apostado por convertirla en una vía 2+1. Este tipo de carreteras son una carretera convencional con un carril por sentido, más un carril central de adelantamiento turnándose en tramos regulares (generalmente de 1 km) de un sentido al otro, y prohibiendo mediante barrera metálica central la invasión del carril de sentido contrario para realizar adelantamientos.

## Recorrido
La N-121-A inicia su recorrido en la Ronda de Pamplona (antigua Ronda Norte) (PA-30)  Se dirige en dirección norte atravesando las poblaciones de los valles de Anué, Ezcabarte y Oláibar. Tras pasar el puerto de Belate, llega a Oronoz-Mugaire, punto en el que se inicia en dirección noreste la carretera N-121-B con destino al paso fronterizo de Dancharinea. Desde Oronoz y en dirección noroeste la N-121-A pasa por las Cinco Villas y finaliza su recorrido en Behovia (barrio de Irún, Guipúzcoa) en las proximidades del paso fronterizo hacia Labort (Francia).

### Tramos de la carretera

#### Tramos oficiales
Si bien el catálogo de carreteras de Navarra de 2016 recoge siete tramos en total para la citada vía, el nuevo catálogo publicado en 2022 establece un único tramo para la carretera, calificándola en su integridad como carretera de altas prestaciones.
Por su lado, la Diputación Foral de Guipúzcoa establece un único tramo calificado como carretera convencional de su red de Interés Preferente.
| Id.     | Tramo | Recorrido                                                       | Longitud | Tipo de vía                     |
| ------- | ----- | --------------------------------------------------------------- | -------- | ------------------------------- |
| N-121-A | 1     | Inicio: Rotonda Túneles de Ezkaba Fin: Límite Navarra-Guipúzcoa | 62,87 km | Carretera de Altas Prestaciones |
| N-121-A | 2     | Inicio: Límite Navarra-Guipúzcoa Fin: Behovia (Rotonda GI-353)  | 6,58 km  | Carretera Convencional          |

#### Tramos del proyecto 2+1
| Tramo | Recorrido                                                                        | Longitud | Estado de la vía (2025)                                  |
| ----- | -------------------------------------------------------------------------------- | -------- | -------------------------------------------------------- |
| 1     | Inicio: PK 5,5 - Oricáin (Rotonda PA-30) Fin: PK 10,5 - Inicio travesía de Olave | 5 km     | Reinaugurada como 2+1 (abril de 2022)                    |
| 2     | Inicio: PK 10,5 Inicio travesía de Olave Fin: PK 22,5 - Lanz                     | 12 km    | Reinaugurada como 2+1 (septiembre de 2022)               |
| 2     | Variante de Olave                                                                | 2,3 km   | Adjudicada la redacción del proyecto (noviembre de 2021) |
| 2     | Variante de Burutáin                                                             | 1,6 km   | Inicio de obras (apertura prevista 2027)                 |
| 2     | Variante de Ventas de Arraiz                                                     | 1,7 km   | Adjudicada la redacción del proyecto (noviembre de 2021) |
| 3     | Inicio: PK 22,5 - Lanz Fin: PK 28,5 - Boca Sur del túnel de Belate               | 6 km     | Aprobación provisional del proyecto 2+1                  |
| 3     | Duplicación de los Túneles de Belate y Almándoz                                  | 6,8 km   | En obras (apertura prevista 2027)                        |
| 3     | Inicio: PK 35,3 - Almándoz Fin: PK 40,9 - Oronoz-Mugaire                         | 5,6 km   | Obras licitadas (marzo de 2023)                          |
| 4     | Inicio: PK 40,9 - Oronoz-Mugaire Fin: PK 52,4 - Sunbilla                         | 11,5 km  | Reinaugurada como 2+1 (noviembre de 2023)                |
| 5     | Inicio: PK 52,4 - Sunbilla Fin: PK 68,4 - Endarlaza (Lím. Navarra-Guipúzcoa)     | 15,8 km  | Aprobación provisional del proyecto 2+1                  |

### Cruces y salidas

#### Trazado actual
| Id.     | PK   | Salida                  | Carretera                           | Enlace (dirección ascendente)                                        | Enlace (dirección descendente)                                       |
| ------- | ---- | ----------------------- | ----------------------------------- | -------------------------------------------------------------------- | -------------------------------------------------------------------- |
| N-121-A | 5,5  |                         | PA-30                               | Pamplona - Huarte - Arre Oricáin                                     | Pamplona - Huarte - Arre Oricáin                                     |
| N-121-A | 6    |                         | C/ H                                | Oricáin                                                              | sin enlace                                                           |
| N-121-A | 6,9  |                         | NA-4210                             | Orrio - Berriosuso                                                   | Orrio - Berriosuso                                                   |
| N-121-A | 6,9  | NA-2552                 | Oricáin                             | Oricáin                                                              |                                                                      |
| N-121-A | 8    |                         | NA-8101                             | Sorauren (sur)                                                       | Sorauren (sur)                                                       |
| N-121-A | 9    |                         | NA-8101                             | Sorauren (norte)                                                     | Sorauren (norte)                                                     |
| N-121-A | 10,2 |                         | NA-4212                             | sin enlace                                                           | Oláiz                                                                |
| N-121-A | 10,5 | Travesía de Olave       | Travesía de Olave                   | Travesía de Olave                                                    | Travesía de Olave                                                    |
| N-121-A | 12   |                         | NA-2512                             | Zandio                                                               | Zandio                                                               |
| N-121-A | 12   | NA-2511                 | Osacáin                             | Osacáin                                                              |                                                                      |
| N-121-A | 13   |                         | NA-4213                             | Endériz                                                              | sin enlace                                                           |
| N-121-A | 14,5 |                         | NA-411                              | Lizaso - Ulzama                                                      | Lizaso - Ulzama                                                      |
| N-121-A | 14,5 | NA-8109                 | Ostiz                               | Ostiz                                                                |                                                                      |
| N-121-A | 14,5 |                         | NA-411                              | sin enlace                                                           | Lizaso - Ulzama                                                      |
| N-121-A | 14,5 | NA-8109                 | Ostiz                               | sin enlace                                                           |                                                                      |
| N-121-A | 16   |                         | NA-2510                             | Burutáin - Esáin                                                     | Burutáin - Esáin                                                     |
| N-121-A | 17,7 |                         | NA-2514                             | Etuláin                                                              | Etuláin                                                              |
| N-121-A | 19,5 |                         | NA-2520                             | Olagüe - Egozcue                                                     | sin enlace                                                           |
| N-121-A | 21,2 |                         | NA-8104                             | sin enlace                                                           | Olagüe - Egozcue                                                     |
| N-121-A | 21,2 | NA-2522                 | Arizu                               | sin enlace                                                           |                                                                      |
| N-121-A | 22,2 |                         | NA-2523                             | Lanz                                                                 | Lanz                                                                 |
| N-121-A | 25   |                         | NA-4230                             | Arraiza - Lizaso - Jauntsarats                                       | Arraiza - Lizaso - Jauntsarats                                       |
| N-121-A | 27   |                         | NA-1210                             | Ventas de la Ulzama Puerto de Belate                                 | Ventas de la Ulzama Puerto de Belate                                 |
| N-121-A | 28   |                         | Túnel de Belate 2969 m              | Túnel de Belate 2969 m                                               | Túnel de Belate 2969 m                                               |
| N-121-A | 31   |                         | Túnel de Belate 2969 m              | Túnel de Belate 2969 m                                               | Túnel de Belate 2969 m                                               |
| N-121-A | 33   |                         | Túnel de Almándoz 1220 m            | Túnel de Almándoz 1220 m                                             | Túnel de Almándoz 1220 m                                             |
| N-121-A | 34,2 |                         | Túnel de Almándoz 1220 m            | Túnel de Almándoz 1220 m                                             | Túnel de Almándoz 1220 m                                             |
| N-121-A | 34,9 |                         | NA-1210                             | Almándoz - Berroeta - Aníz - Ziga Venta de San Blas Puerto de Belate | Almándoz - Berroeta - Aníz - Ziga Venta de San Blas Puerto de Belate |
| N-121-A | 40   |                         | NA-4095                             | Zozaya                                                               | sin enlace                                                           |
| N-121-A | 41,2 |                         | N-121-B                             | Oronoz-Mugaire - Elizondo - Dancharinea Bertiz                       | Oronoz-Mugaire - Elizondo - Dancharinea Bertiz                       |
| N-121-A | 41,8 |                         | Túnel de Oiergi 500 m               | Túnel de Oiergi 500 m                                                | Túnel de Oiergi 500 m                                                |
| N-121-A | 42,3 |                         | Túnel de Oiergi 500 m               | Túnel de Oiergi 500 m                                                | Túnel de Oiergi 500 m                                                |
| N-121-A | 44,5 |                         | NA-1210                             | Narvarte - Legasa - Santesteban Balneario                            | Narvarte - Legasa - Santesteban Balneario                            |
| N-121-A | 46,9 |                         | NA-1210                             | sin enlace                                                           | Santesteban - Elgorriaga - Ituren - Zubieta                          |
| N-121-A | 49,2 |                         | Vía de Servicio                     | Gasolinera                                                           | Gasolinera                                                           |
| N-121-A | 49,3 |                         | NA-1210                             | Sumbilla                                                             | Sumbilla                                                             |
| N-121-A | 50   |                         | Túnel de Sunbilla 530 m             | Túnel de Sunbilla 530 m                                              | Túnel de Sunbilla 530 m                                              |
| N-121-A | 50,5 |                         | Túnel de Sunbilla 530 m             | Túnel de Sunbilla 530 m                                              | Túnel de Sunbilla 530 m                                              |
| N-121-A | 51   |                         | NA-1210                             | Sumbilla                                                             | Sumbilla                                                             |
| N-121-A | 52,4 |                         | Túnel de Arrigaztelu-Galtzada 240 m | Túnel de Arrigaztelu-Galtzada 240 m                                  | Túnel de Arrigaztelu-Galtzada 240 m                                  |
| N-121-A | 52,6 |                         | Túnel de Arrigaztelu-Galtzada 240 m | Túnel de Arrigaztelu-Galtzada 240 m                                  | Túnel de Arrigaztelu-Galtzada 240 m                                  |
| N-121-A | 53,5 |                         | NA-1210                             | Vía de servicio                                                      | Vía de servicio                                                      |
| N-121-A | 54   |                         | Túnel de Larrakaitz 410 m           | Túnel de Larrakaitz 410 m                                            | Túnel de Larrakaitz 410 m                                            |
| N-121-A | 54,4 |                         | Túnel de Larrakaitz 410 m           | Túnel de Larrakaitz 410 m                                            | Túnel de Larrakaitz 410 m                                            |
| N-121-A | 54,5 |                         | NA-1210                             | sin enlace                                                           | Vía de servicio                                                      |
| N-121-A | 55,8 |                         | NA-1210                             | Oianberri                                                            | sin enlace                                                           |
| N-121-A | 56,6 |                         | Túnel de Basataundi 446 m           | Túnel de Basataundi 446 m                                            | Túnel de Basataundi 446 m                                            |
| N-121-A | 57   |                         | Túnel de Basataundi 446 m           | Túnel de Basataundi 446 m                                            | Túnel de Basataundi 446 m                                            |
| N-121-A | 57,1 |                         | NA-1210                             | sin enlace                                                           | Oianberri                                                            |
| N-121-A | 57,8 |                         | NA-4020                             | Yanci - Aranaz Irisarri                                              | Yanci - Aranaz Irisarri                                              |
| N-121-A | 59,7 |                         | NA-4400                             | Echalar                                                              | Echalar                                                              |
| N-121-A | 59,7 | NA-1210                 | Lesaca                              | Lesaca                                                               |                                                                      |
| N-121-A | 60,8 |                         | Túnel de Amixelaieta 384 m          | Túnel de Amixelaieta 384 m                                           | Túnel de Amixelaieta 384 m                                           |
| N-121-A | 61,2 |                         | Túnel de Amixelaieta 384 m          | Túnel de Amixelaieta 384 m                                           | Túnel de Amixelaieta 384 m                                           |
| N-121-A | 61,6 |                         | NA-1210                             | sin enlace                                                           | Lesaca                                                               |
| N-121-A | 62,8 |                         | Vía de Servicio                     | Taller mecánico                                                      | Taller mecánico                                                      |
| N-121-A | 63,4 |                         | NA-8304                             | Vera de Bidasoa Cantera de Argaitz                                   | sin enlace                                                           |
| N-121-A | 63,4 | NA-1310                 | Ibardin                             |                                                                      | sin enlace                                                           |
| N-121-A | 63,4 | NA-4410                 | Lizuniaga                           |                                                                      | sin enlace                                                           |
| N-121-A | 63,7 |                         | NA-8304                             | Vera de Bidasoa                                                      | Vera de Bidasoa                                                      |
| N-121-A | 63,7 | NA-1310                 | Ibardin                             | Ibardin                                                              |                                                                      |
| N-121-A | 63,7 | NA-4410                 | Lizuniaga                           | Lizuniaga                                                            |                                                                      |
| N-121-A | 63,8 |                         | NA-8304                             | Vera de Bidasoa                                                      | Vera de Bidasoa                                                      |
| N-121-A | 63,8 | NA-1310                 | Ibardin                             | Ibardin                                                              |                                                                      |
| N-121-A | 63,8 | NA-4410                 | Lizuniaga                           | Lizuniaga                                                            |                                                                      |
| N-121-A | 64   |                         | Túnel de Alkaiaga 270 m             | Túnel de Alkaiaga 270 m                                              | Túnel de Alkaiaga 270 m                                              |
| N-121-A | 64,3 |                         | Túnel de Alkaiaga 270 m             | Túnel de Alkaiaga 270 m                                              | Túnel de Alkaiaga 270 m                                              |
| N-121-A | 65   |                         | NA-8304                             | Vera de Bidasoa Zalain                                               | Vera de Bidasoa Zalain                                               |
| N-121-A | 65   | NA-1310                 | Ibardin                             | Ibardin                                                              |                                                                      |
| N-121-A | 65   | NA-4410                 | Lizuniaga                           | Lizuniaga                                                            |                                                                      |
| N-121-A | 68   |                         | Vía de servicio                     | Endarlatsa                                                           | Endarlatsa                                                           |
| N-121-A | 68,4 | \| \| \|                | \| \| \|                            | \| \| \|                                                             | \| \| \|                                                             |
| N-121-A | 69,7 |                         | GI-3455                             | Irún Barrio Bidasoa                                                  | sin enlace                                                           |
| N-121-A | 70,1 |                         | Túnel de Intxaurreta 161 m          | Túnel de Intxaurreta 161 m                                           | Túnel de Intxaurreta 161 m                                           |
| N-121-A | 70,3 |                         | Túnel de Intxaurreta 161 m          | Túnel de Intxaurreta 161 m                                           | Túnel de Intxaurreta 161 m                                           |
| N-121-A | 70,7 |                         | Túnel de Lamiarri 488 m             | Túnel de Lamiarri 488 m                                              | Túnel de Lamiarri 488 m                                              |
| N-121-A | 71,2 |                         | Túnel de Lamiarri 488 m             | Túnel de Lamiarri 488 m                                              | Túnel de Lamiarri 488 m                                              |
| N-121-A | 73,5 |                         | GI-3455                             | sin enlace                                                           | Irún Barrio Bidasoa                                                  |
| N-121-A | 74   |                         | Vía de servicio                     | Gasolinera                                                           | Gasolinera                                                           |
| N-121-A | 74,5 |                         | Vía de servicio                     | Zaisa I Zaisa II                                                     | Zaisa I Zaisa II                                                     |
| N-121-A | 74,5 | AP-1 AP-8 E-5 E-70 E-80 | Bayona                              | Bayona                                                               |                                                                      |
| N-121-A | 74,9 |                         | C/ Antxotxipi                       | Irún Mendipe Zaisa III                                               | Irún Mendipe Zaisa III                                               |
| N-121-A | 74,9 | AP-1 AP-8 E-5 E-70 E-80 | San Sebastián                       | San Sebastián                                                        |                                                                      |
| N-121-A | 75   |                         | GI-636                              | Irún - San Sebastián - Bayona Aeropuerto                             | Irún - San Sebastián - Bayona Aeropuerto                             |
|         |      |                         |                                     |                                                                      |                                                                      |

#### Antiguo trazado
| Denominación           | PK | Salida | Dirección                                                                                              |
| ---------------------- | -- | ------ | --- |
| Pamplona               |    |        | |
| Pz. Príncipe de Viana  | 0  |        | Av. de San Ignacio C/ de Sancho el Mayor Av. del Conde Olivetto Av. de Zaragoza Av. de la Baja Navarra |
| Av. de la Baja Navarra | 0  |        | C/ de Francisco Bergamin                                                                               |
| Av. de la Baja Navarra | 0  |        | C/ de Paulino Caballero                                                                                |
| Pz. de las Merindades  | 0  |        | Av. de la Baja Navarra Av. de Carlos III el Noble C/ de los Teobaldos C/ de Navarro Villoslada         |
| Av. de la Baja Navarra | 0  |        | C/ de Amaya                                                                                            |
| Av. de la Baja Navarra | 0  |        | C/ de San Fermín                                                                                       |
| Av. de la Baja Navarra | 0  |        | C/ de Olite                                                                                            |
| Av. de la Baja Navarra | 0  |        | C/ de Tafalla                                                                                          |
| Av. de la Baja Navarra | 0  |        | C/ de la Media Luna                                                                                    |
| Av. de la Baja Navarra | 0  |        | C/ del Valle de Egüés                                                                                  |
| Av. de la Baja Navarra | 1  |        | NA-2303 Carretera de Badostáin                                                                         |
| Av. de la Baja Navarra | 1  |        | PA-33 Carretera de Sarriguren                                                                          |
| Av. de la Baja Navarra | 1  |        | C/ de Beloso Alto                                                                                      |
| Burlada                |    |        | |
| C/ Bizkarmendia        | 2  |        | NA-4200 C/ Mayor                                                                                       |
| C/ Bizkarmendia        | 2  |        | C/ Ezkababide                                                                                          |
| C/ Bizkarmendia        | 3  |        | C/ de San Isidro C/ de Ezcaba                                                                          |
| C/ Bizkarmendia        | 3  |        | Av. de Villava C/ de la Merindad de Sangüesa C/ de Fermín Tirapu                                       |
| NA-2517                | 3  |        | PA-35 PA-30 Pamplona (Norte) - Ansoáin - Berriozar                                                     |
| Villava                |    |        | |
| NA-2517                | 3  |        | C/ de Ezkaba                                                                                           |
| NA-2517                | 3  |        | C/ de las Eras C/ 3                                                                                    |
| NA-2517                | 4  |        | C/ de Oianapea                                                                                         |
| NA-2517                | 4  |        | C/ de San Francisco de Javier                                                                          |
| Arre                   |    |        | |
| NA-2517                | 5  |        | PA-30 Zubiri - Irún - Pamplona (Norte)                                                                 |
| NA-2517                | 5  |        | C/ de Karatea                                                                                          |
| NA-2517                | 5  |        | C/ de Garrués C/ de Zokoa                                                                              |
| NA-2517                | 5  |        | C/ de Ezcaba                                                                                           |
| NA-2517                | 5  |        | C/ de Adériz                                                                                           |
| NA-2517                | 5  |        | Pz. de San Román                                                                                       |
| NA-2517                | 5  |        | C/ B                                                                                                   |
| Ezcabarte              |    |        | |
| NA-2517                | 6  |        | C/ M                                                                                                   |
| NA-2517                | 6  |        | C/ P                                                                                                   |
| NA-2517                | 6  |        | Av. de Irún                                                                                            |
| NA-2517                | 6  |        | C/ de Santiago el Apóstol                                                                              |

## Poblaciones y Enlaces importantes

### Poblaciones Importantes
- Olave
- Ostiz
- Olagüe
- Oronoz-Mugaire
- Santesteban
- Elgorriaga
- Yanci
- Aranaz
- Lesaca
- Echalar
- Vera de Bidasoa

### Enlaces Importantes
- PA-30
- NA-4210
- NA-411
- NA-2520
- NA-4230
- NA-1210
- NA-2540
- N-121-B
- NA-170
- AP-8
- N-I